# Аврамков, Прокопий Иванович
Проко́пий (Проко́фий) Ива́нович Авра́мков (белор. Пракопій Іванавіч Аўрамкаў; 19 ноября 1923 года — 22 января 1944 года) — участник Великой Отечественной войны, командир стрелкового отделения 1344-го стрелкового полка 319-й стрелковой дивизии 22-й армии 2-го Прибалтийского фронта, Герой Советского Союза (1944), сержант.

## Биография
Родился 19 ноября 1923 года в деревне Покровка, куда из Могилёвской губернии переселились его родители — крестьяне. Белорус. Окончил 7 классов, работал трактористом в колхозе.
В Красную Армию призван в сентябре 1941 года Родинским райвоенкоматом Алтайского края. С ноября 1941 года на фронте.
На рассвете 22 января 1944 года у деревни Омшары Новосокольнического района Калининской, ныне Псковской, области подразделения 2-го Прибалтийского фронта атаковали сильно укреплённую высоту неприятеля — важный в тактическом плане вражеский пункт, опоясанный сетью глубоких траншей. В один из ключевых моментов боя, когда советским пехотинцам до достижения цели оставались последние сто метров, из немецкого дзота застрочил пулемёт, заставивший солдат Красной Армии прижаться к земле.
Командир стрелкового отделения 1344-го стрелкового полка (319-я стрелковая дивизия, 22-я армия, 2-й Прибалтийский фронт) комсомолец сержант Прокопий Аврамков и его сослуживец Яков Рудак поползли вперёд, и подобравшись ближе к огневой точке противника, бросили гранаты. Но пулемётчик продолжал стрельбу. Вскочивший на ноги Яков Рудак был убит. А Прокопий Аврамков несколькими прыжками преодолел расстояние, отделявшее его от дзота, и с разбегу закрыл своим телом амбразуру. Потрясённые таким поступком самопожертвования бойцы через мгновение рванулись вперёд, взяв высоту.
Похоронили сержанта в деревне Заболотье Новосокольнического района Калининской (ныне Псковской) области, а в послевоенные годы прах П. И. Аврамкова был перезахоронен в братскую могилу на восточной окраине деревни Теренино Новосокольнического района Псковской области. В 1947 году над могилой установлен бетонный памятник-обелиск, высотой 2,8 метров, с макетом ордена Отечественной войны.
Указом Президиума Верховного Совета СССР от 4 июня 1944 года за образцовое выполнение боевых заданий командования на фронте борьбы с немецко-фашистскими захватчиками и проявленные при этом мужество и героизм сержанту Аврамкову Прокопию Ивановичу посмертно присвоено звание Героя Советского Союза.

## Награды
- Медаль «Золотая Звезда» Героя Советского Союза
- Орден Ленина

## Память
- Памятники Герою установлены:
  - у села Шейкино Новосокольнического района Псковской области на средства колхоза «Россия»
  - в родной алтайской деревне Покровка.
- Школа, в которой учился Прокопий Аврамков, носит его имя.
- Имя Героя увековечено на Мемориале Славы в административном центре Алтайского края — городе Барнауле.